# Ramularia pruinosa
Ramularia pruinosa är en svampart som beskrevs av Speg. 1879. Ramularia pruinosa ingår i släktet Ramularia och familjen Mycosphaerellaceae.   Inga underarter finns listade i Catalogue of Life.